# 孔菲納萊山

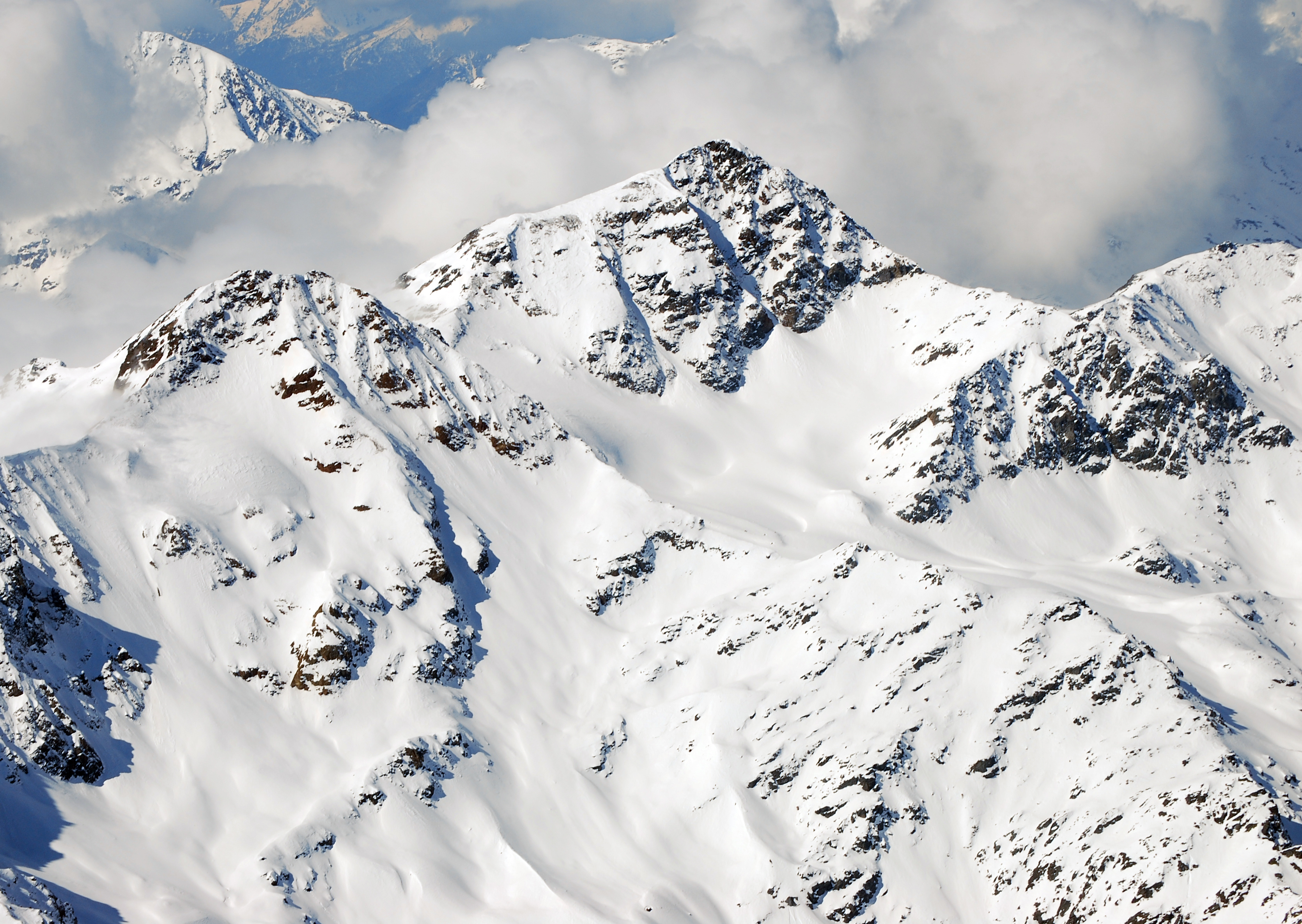

46°26′56″N 10°30′14″E / 46.449°N 10.504°E
孔菲納萊山（義大利語：Monte Confinale），是意大利的山峰，位於該國北部，由倫巴第大區負責管轄，屬於奥特莱斯山的一部分，處於斯泰爾維奧國家公園，海拔高度3,370米。